# Épisodes de Rake
Cet article présente les épisodes de la série télévisée américaine Rake.

## Généralités
- Le 8 mai 2013, la série a été officiellement commandée par le réseau FOX[1].
- Au Canada, la série est diffusée en simultané sur le réseau Global[2].
- La saison est inédite dans tous les pays francophones.

## Distribution

### Acteurs principaux
- Greg Kinnear : Keegan Deane
- Miranda Otto : Maddy Deane
- John Ortiz : Ben Leon
- Necar Zadegan : Scarlett Leon
- Bojana Novakovic : Melissa « Mikki » Partridge
- Tara Summers : Leanne Zander
- David Harbour : David Potter
- Ian Colletti : Finn Deane

### Acteurs récurrents et invités
- Omar J. Dorsey : Roy
- Alexandra Breckenridge : Brooke Alexander
- Tony Hawk : lui-même
- Annie Mumolo : Carol Grady
- Michael Imperioli : Alberto Rinaldi (épisode 5)

## Épisodes

### Épisode 1:Le serial menteur
- États-Unis /  Canada : 23 janvier 2014 sur FOX[3] / Global
- Belgique : 5 décembre 2014 sur Be Séries[4]
- Belgique : 14 mai 2018 sur RTL-TVI

- États-Unis : 6,96 millions de téléspectateurs[5] (première diffusion)

### Épisode 2:Petit meurtre entre Amish
- États-Unis /  Canada : 30 janvier 2014 sur FOX / Global
- Belgique : 5 décembre 2014 sur Be Séries
- Belgique : 14 mai 2018 sur RTL-TVI

- États-Unis : 5,24 millions de téléspectateurs[6] (première diffusion)

### Épisode 3:De prime abord
- États-Unis /  Canada : 6 février 2014 sur FOX / Global
- Belgique : 12 décembre 2014 sur Be Séries
- Belgique : 21 mai 2018 sur RTL-TVI

- États-Unis : 4,27 millions de téléspectateurs[7] (première diffusion)

### Épisode 4:Faim de vie
- États-Unis /  Canada : 13 février 2014 sur FOX / Global
- Belgique : 12 décembre 2014 sur Be Séries
- Belgique : 21 mai 2018 sur RTL-TVI

- États-Unis : 4,04 millions de téléspectateurs[8] (première diffusion)

### Épisode 5:L'homme qui disait toujours «oui!»
- États-Unis /  Canada : 20 février 2014 sur FOX / Global
- Belgique : 19 décembre 2014 sur Be Séries
- Belgique : 28 mai 2018 sur RTL-TVI

- États-Unis : 3,97 millions de téléspectateurs[9] (première diffusion)

### Épisode 6:Ma mère ou moi
- États-Unis /  Canada : 27 février 2014 sur FOX / Global
- Belgique : 19 décembre 2014 sur Be Séries
- Belgique : 28 mai 2018 sur RTL-TVI

- États-Unis : 3,45 millions de téléspectateurs[10] (première diffusion)

### Épisode 7:Que le meilleur perde
- États-Unis /  Canada : 6 mars 2014 sur FOX / Global
- Belgique : 26 décembre 2014 sur Be Séries
- Belgique : 28 mai 2018 sur RTL-TVI

- États-Unis : 3,53 millions de téléspectateurs[11] (première diffusion)

### Épisode 8:La pomme de la discorde
- États-Unis /  Canada : 14 mars 2014 sur FOX / Global
- Belgique : 26 décembre 2014 sur Be Séries
- Belgique : 4 juin 2018 sur RTL-TVI

- États-Unis : 1,82 million de téléspectateurs[12] (première diffusion)

### Épisode 9:Faire durer le plaisir
- États-Unis /  Canada : 21 mars 2014 sur FOX / Global
- Belgique : 2 janvier 2015 sur Be Séries
- Belgique : 4 juin 2018 sur RTL-TVI

- États-Unis : 1,90 million de téléspectateurs[13] (première diffusion)

### Épisode 10:Trop beau pour être vrai
- États-Unis /  Canada : 28 mars 2014 sur FOX / Global
- Belgique : 2 janvier 2015 sur Be Séries
- Belgique : 11 juin 2018 sur RTL-TVI

- États-Unis : 1,90 million de téléspectateurs[14] (première diffusion)

### Épisode 11:La double vie de Jules
- États-Unis /  Canada : 5 avril 2014 sur FOX / Global
- Belgique : 2 janvier 2015 sur Be Séries
- Belgique : 11 juin 2018 sur RTL-TVI

- États-Unis : 1 million de téléspectateurs[15] (première diffusion)

### Épisode 12:Le taxi gate
- États-Unis /  Canada : 5 avril 2014 sur FOX / Global
- Belgique : 9 janvier 2015 sur Be Séries
- Belgique : 18 juin 2018 sur RTL-TVI

- États-Unis : 1,04 million de téléspectateurs[15] (première diffusion)

### Épisode 13:Les ébats sont ouverts
- États-Unis : 27 juin 2014 sur FOX[16]
- Belgique : 9 janvier 2015 sur Be Séries
- Belgique : 18 juin 2018 sur RTL-TVI

- États-Unis : 1,28 million de téléspectateurs[17] (première diffusion)

## Audiences aux États-Unis
| N° d'épisode | Titre original            | Titre français                       | Chaîne | Date de diffusion originale | Audience (en millions de téléspectateurs) | Pdm sur les 18-49 ans |
| ------------ | ------------------------- | ------------------------------------ | ------ | --------------------------- | ----------------------------------------- | --------------------- |
| 1            | Serial Killer             | Le serial menteur                    | FOX    | 23 janvier 2014             | 6.96                                      | 1.7                   |
| 2            | A Close Shave             | Petit meurtre entre Amish            | FOX    | 30 janvier 2014             | 5.24                                      | 1.3                   |
| 3            | Cancer                    | De prime abord                       | FOX    | 6 février 2014              | 4.27                                      | 1.1                   |
| 4            | Cannibal                  | Faim de vie                          | FOX    | 13 février 2014             | 4.04                                      | 1.1                   |
| 5            | Bigamist                  | L'homme qui disait toujours «oui ! » | FOX    | 20 février 2014             | 3.97                                      | 1.0                   |
| 6            | Jury Tampering            | Ma mère ou moi                       | FOX    | 27 février 2014             | 3.45                                      | 0.8                   |
| 7            | Amy Heckerling            | Que le meilleur perde                | FOX    | 6 mars 2014                 | 3.53                                      | 0.8                   |
| 8            | Staple Holes              | La pomme de la discorde              | FOX    | 14 mars 2014                | 1.82                                      | 0.5                   |
| 9            | Hey, Good Looking         | Faire durer le plaisir               | FOX    | 21 mars 2014                | 1.90                                      | 0.5                   |
| 10           | 50 Shades of Gay          | Trop beau pour être vrai             | FOX    | 28 mars 2014                | 1.90                                      | 0.5                   |
| 11           | Remembrance of Taxis Past | La double vie de Jules               | FOX    | 5 avril 2014                | 1.00                                      | 0.2                   |
| 12           | A Man's Best Friend       | Le taxi gate                         | FOX    | 5 avril 2014                | 1.04                                      | 0.2                   |